# Јенс Столтенберг
Јенс Столтенберг (норв. Jens Stoltenberg; Осло, 16. март 1959) је норвешки политичар. Столтенберг је бивши премијер Норвешке и Генерални секретар НАТО-а. Функцију премијера Норвешке преузео је у октобру 2005, пре тога је био премијер у периоду од 2000. до 2001. године. Столтенберг је такође био и председник Радничке партије од 2002. године. Син је бившег министра спољних послова Торвалда Столтенеберга. Био је Државни секретар у Министарству за Животну средину од 1990. до 1991, Министар Индустрије од 1993. до 1996, и министар Финансија од 1996. до 1997. године. Реизабран је за премијера на изборима 2009. године.
Од 1985. до 1989. био је председник омладине Радничке партије. Пре него што је постао Министар финансија, Столтенберг је био Министар трговине и енергетике у кабинету Гро Харлем Брундтланд од 1993. до 1996. После оставке Брунтландове 1996. на њено место долази Торбјорн Јагланд, у Јагландовом кабинету, Столтенберг постаје Министар финансија.
Прва влада Бондевика остала је без подршке у Парламенту 2000. Прва влада Столтенберга трајала је од 17. марта 2000. до 19. октобра 2001. Столтенберг је био заменик председника Радничке партије док је Јагланд био председник. Упркос томе Јагланд је добио место Министра спољних послова. После избора 2001, Столтенбергов кабинет је био приморан да поднесе оставку, на којима је Радничка партија доживела најтежи пораз после 1924.
Столтенбергова друга влада почиње 17. октобра 2005. После избора 2005, Радничка партија улази у коалицију са Социјалистичком партијом левице и Партијом центра, тзв."Црвено-зелена“ коалиција. На изборима 2009. „Црвено-зелена“ коалиција задржала је већину у Парламенту.